# Roland Andersson
Åke-Erik Roland Andersson (28 de março de 1950) é um ex-futebolista sueco que atuava como zagueiro. Hoje em dia, ele é um treinador, seu trabalho mais recente foi como o assistente técnico da seleção da Nigéria sob o comando de Lars Lagerbäck.

## Carreira
Como jogador, ele jogou pelo Malmö FF e Djurgårdens IF e fez parte da equipe sueca que competiu na Copa do Mundo FIFA de 1978, sediada na Argentina, na qual a seleção de seu país terminou na décima terceira colocação dentre os 16 participantes.
Como treinador, ele treinou no Al-Shaab dos Emirados Árabes Unidos, BSC Young Boys da Suíça, Al-Ittihad da Arábia Saudita, Qatar SC do Qatar e o Malmö FF da Suécia.
Em 2010, Andersson foi nomeado Chefe de Desenvolvimento e Escotismo, com base em consultoria, em seu ex-clube, Malmö FF. No entanto, isso não durou muito tempo. Em fevereiro de 2010, ele foi nomeado assistente técnico da Nigéria com o ex-colega Lars Lagerbäck.
Atualmente, Anderson trabalha como analista para a Seleção Islandesa de Futebol.

## Títulos
Malmö FF
- Liga Sueca (4): 1970, 1971, 1974, 1977
- Copa da Suécia (4): 1973, 1974, 1978, 1980